# Slalom gigant

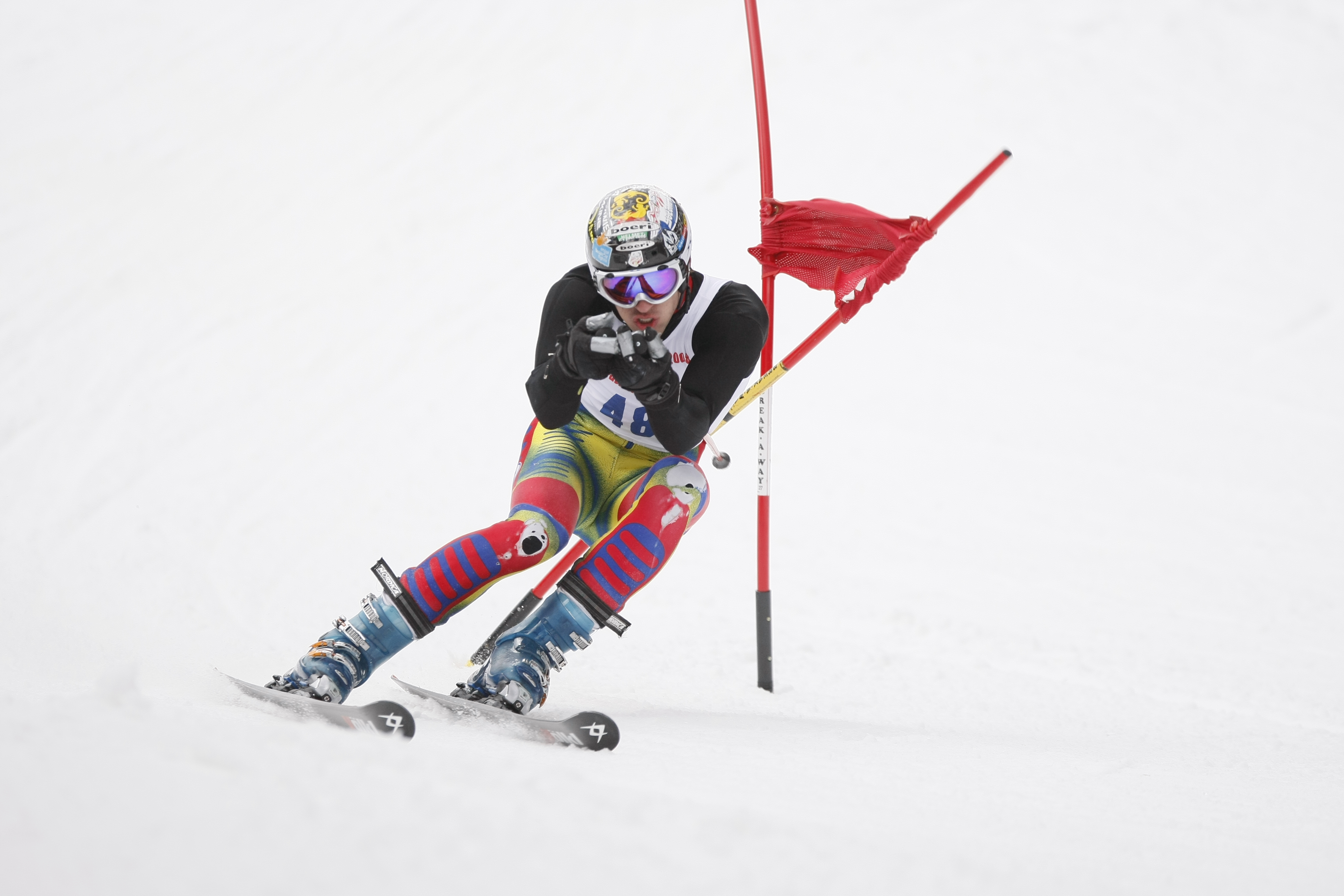
zawodnik pokonuje bramkę GS

Slalom gigant – olimpijska konkurencja narciarska, rozgrywana zarówno przez kobiety, jak i mężczyzn, pośrednia w swoim charakterze między supergigantem a slalomem.
Bramka ma szerokość od 4 do 8 m i składa się z dwóch par jednakowych tyczek z płachtą (75 × 50 cm), na przemian niebieskich i czerwonych. Liczba bramek, a właściwie zmian kierunku jazdy jest równa od 11% do 15% różnicy wzniesień między startem a metą (dla dzieci 13-18%). Dopuszczalna różnica wzniesień trasy jest zależna od kategorii zawodników i wynosi maksymalnie dla mężczyzn 250–450 m i 250–400 m dla kobiet. Slalom gigant stanowi techniczną i kondycyjną próbę możliwie najszybszego pokonywania wyznaczonej bramkami trasy. Teren, na którym przygotowywana jest trasa (winien mieć szerokość minimum 40 m) powinien być urozmaicony pod względem nachylenia stoku i jego konfiguracji. Zawody w tej konkurencji rozgrywane są w jednym dniu, w dwóch przejazdach na dwóch różnych trasach (inne ustawienie bramek). Kolejność startu w pierwszym przejeździe w zawodach FIS ustalana jest na podstawie punktowych list klasyfikacyjnych FIS, a w drugim przejeździe – według czasów uzyskanych w pierwszym przejeździe, w kolejności odwrotnej do zajmowanych miejsc. Pomiar czasu elektroniczny (z dokładnością do 0,01 s). Zawodników obowiązują kaski. Jednym z najczęstszych powodów dyskwalifikacji jest nieprawidłowe przejechanie bramki, tj. nie przejechanie linii bramkowej obydwoma dziobami nart i obiema stopami. O końcowej kolejności decyduje suma czasów w dwóch przejazdach.
Od 2012 r. obowiązują nowe przepisy dotyczące nart na jakich poruszają się zawodnicy po trasie GS. Dla mężczyzn długość nart wynosi 190 cm lub 195 cm, minimalny promień skrętu wynosi 35 m, szerokość pod butem ≤65 mm, szerokość dziobu ≤98 mm, szerokość piętki nie została określona. Dla kobiet długość nart wynosi 188 cm lub 183 cm, minimalny promień skrętu wynosi 30 m, szerokość pod butem ≤65 mm, szerokość dziobu ≤103 mm, szerokość piętki nie została określona. Te wartości nie obowiązują amatorów, którzy mogą poruszać się na dowolnym sprzęcie.
Po raz pierwszy w programie mistrzostw świata w narciarstwie alpejskim slalom gigant pojawił się w roku 1950 w Aspen, a pierwszymi mistrzami świata w tej dyscyplinie zostali Dagmar Rom i Zeno Colò.
Dwa lata później, podczas igrzysk olimpijskich w Oslo konkurencja ta znalazła się po raz pierwszy w programie olimpijskim, a pierwszymi tryumfatorami zostali Szwed Stein Eriksen i Amerykanka Andrea Mead-Lawrence.
Małą Kryształową Kulę w slalomie gigancie najwięcej razy zdobywali: wśród mężczyzn Szwed Ingemar Stenmark ośmiokrotnie (dwa razy ex aequo) oraz Szwajcarka Vreni Schneider, która pięciokrotnie (jeden raz ex aequo) triumfowała w rywalizacji kobiet.
Reprezentanci Polski dotychczas nie odnosili sukcesów w tej konkurencji. Najlepszym występem jest drugie miejsce Andrzeja Bachledy-Curusia podczas zawodów zaliczanych do Pucharu Świata w Kitzbühel 17 stycznia 1970.